# Port lotniczy Mataʻaho
Port lotniczy Mataʻaho (IATA: NFO, ICAO: NFTO) – port lotniczy zlokalizowany na wyspie Niuafoʻou w Królestwie Tonga.

## Linie lotnicze i połączenia
- Airlines Tonga (Vavaʻu)